# تورانس
تورانس (بالإنجليزية: Torrance) هي قرية ثرية نسبيًا في شرق دونبارتونشاير، اسكتلندا، وتقع على بعد 8 أميال (13) كم شمال مركز مدينة غلاسكو، كانت تتكون في السابق أساسًا من مقاطعات زراعية. يوجد في القرية جمعية خيرية مجتمعية نشطة تهدف إلى تحسين مرافق القرية، ويأتي اسمها من اللغة الغيلية لمكان «التلال الصغيرة».

## روابط خارجية
- الموقع الرسمي
- مبادرة مجتمع تورانس